# حسن الامام
حسن الامام (عربی: حسن الإمام؛ ۶ مارس ۱۹۱۹ – ۲۹ ژانویهٔ ۱۹۸۸) کارگردان فیلم اهل مصر بود. او یکی از پرکارترین کارگردانان سینمای مصر بوده‌است.